# Aulacophora propinqua
Aulacophora propinqua es un coleóptero de la familia Chrysomelidae.
Fue descrita científicamente por primera vez en 1886 por Baly.